# Valse Bosjes
De Valse Bosjes is een klein natuurgebied bij Eemnes. Het gebied ligt aan het einde van de Meentweg bij de Theetuin. De Valse Bosjes worden aan de oostzijde begrensd door de Meentweg, in het noorden en westen door de Te Veenweg-Noord en de Goyerweg. Aan de zuidzijde ligt de Eemnesser polder. Het gebied vormt een ecologische schakel tussen Het Gooi en Eemland. Het terrein is niet toegankelijk.
De bosbodem bestaat hoofdzakelijk uit veen dat met een dunne kleilaag is bedekt. Het natte bosperceel wordt door de Meentsloot in tweeën verdeeld. Deze beek diende in vroegere jaren als afvoer van overtollig veenwater. Het gebied ten westen van de Meentweg en Wakkerendijk heette toen 'Te Veen', het gebied aan de oostzijde werd 'Te Veld' genoemd. Over de naam Valse Bosjes bestaat geen zekerheid. Mogelijk had het te maken met het gevaar om weg te zinken in het moeras en te verdrinken. De toevoeging ‘Valse’ zou dan kunnen wijzen op 'gemene, gevaarlijke'.

## Sanering
In het destijds verdroogde veengebied zat jarenlang een autosloperij. Toen dit bedrijf in 2006 een milieuvergunning kreeg werd dat bij de Raad van State met succes aangevochten door de organisaties Natuur en Milieu en Natuurmonumenten. Het gebied werd in 2011 aangekocht en door provincie Utrecht.  
De verdroging werd tegengegaan door de kavelsloten te isoleren, waardoor het kwelwater van de Utrechtse Heuvelrug kon worden vastgehouden. Door afgraving van de bovenste laag van de bodem werden voorwaarden gecreëerd voor kwelafhankelijke plantensoorten. Met de vrijgekomen bodemlaag werd het gesaneerde autosloopterrein opgevuld en afgedekt. Het gebied dat op 10 juni 2013 werd geopend wordt beheerd door Natuurmonumenten Eemland. 

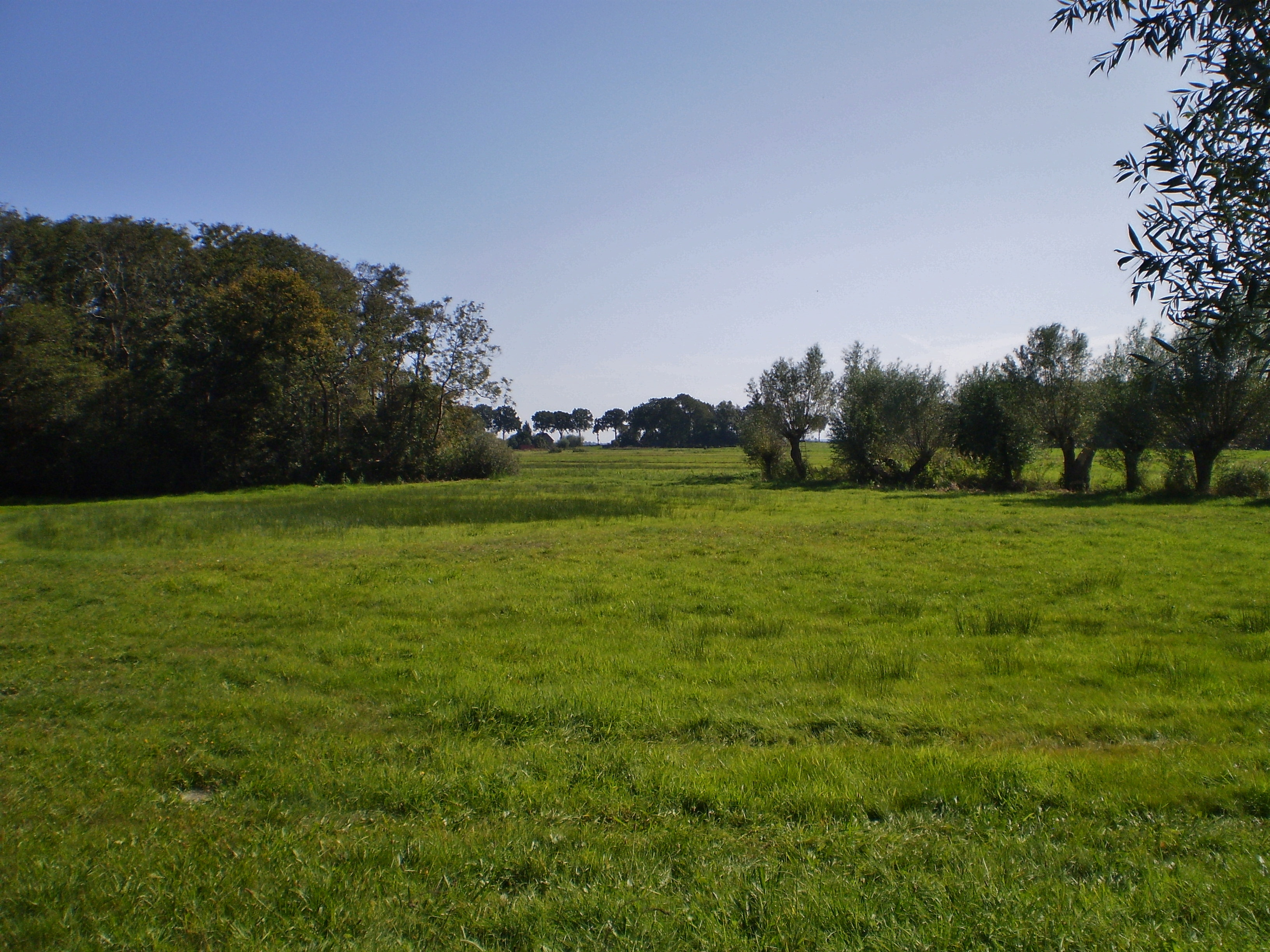
richting Meentweg
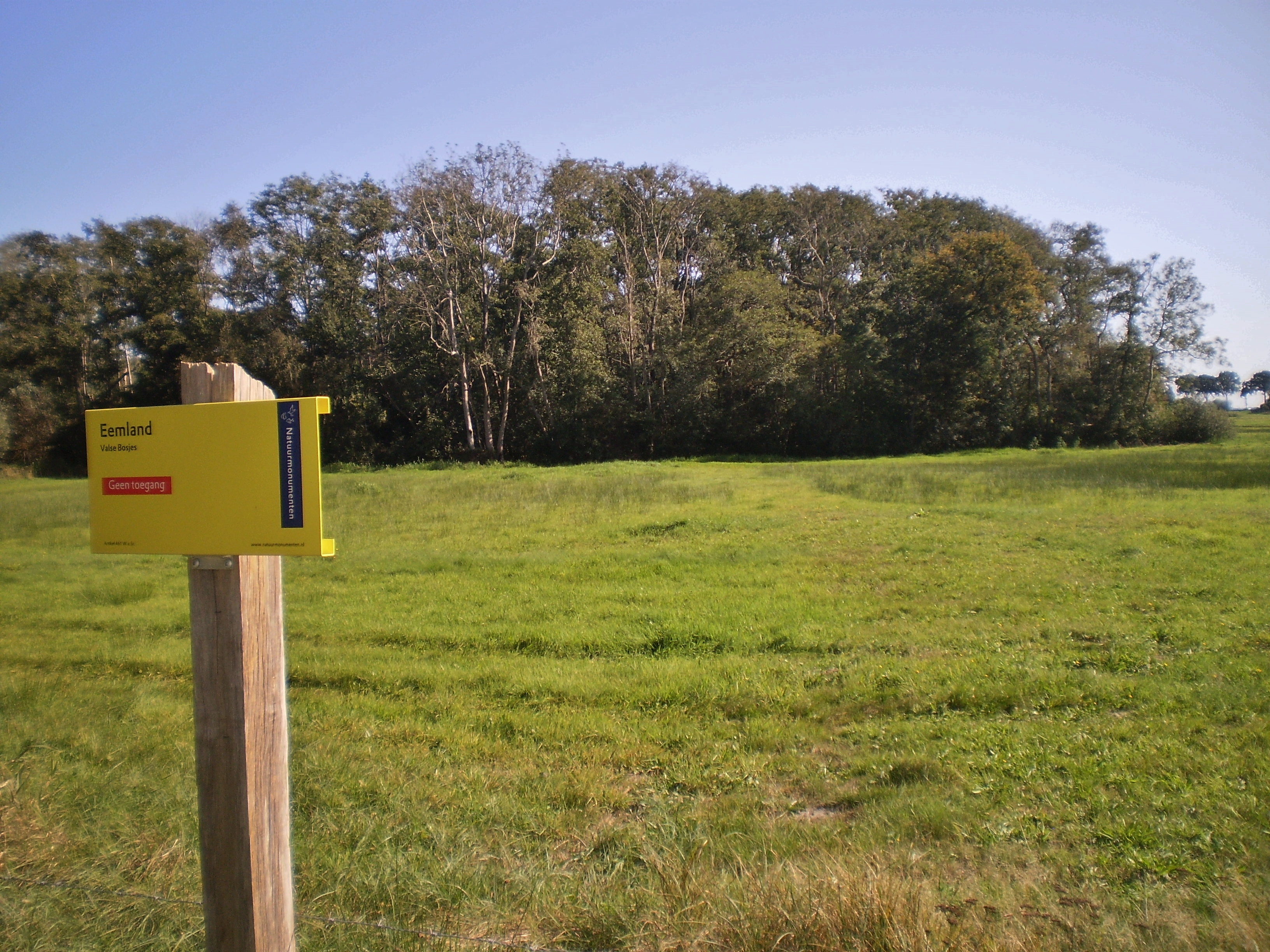
Niet toegankelijk
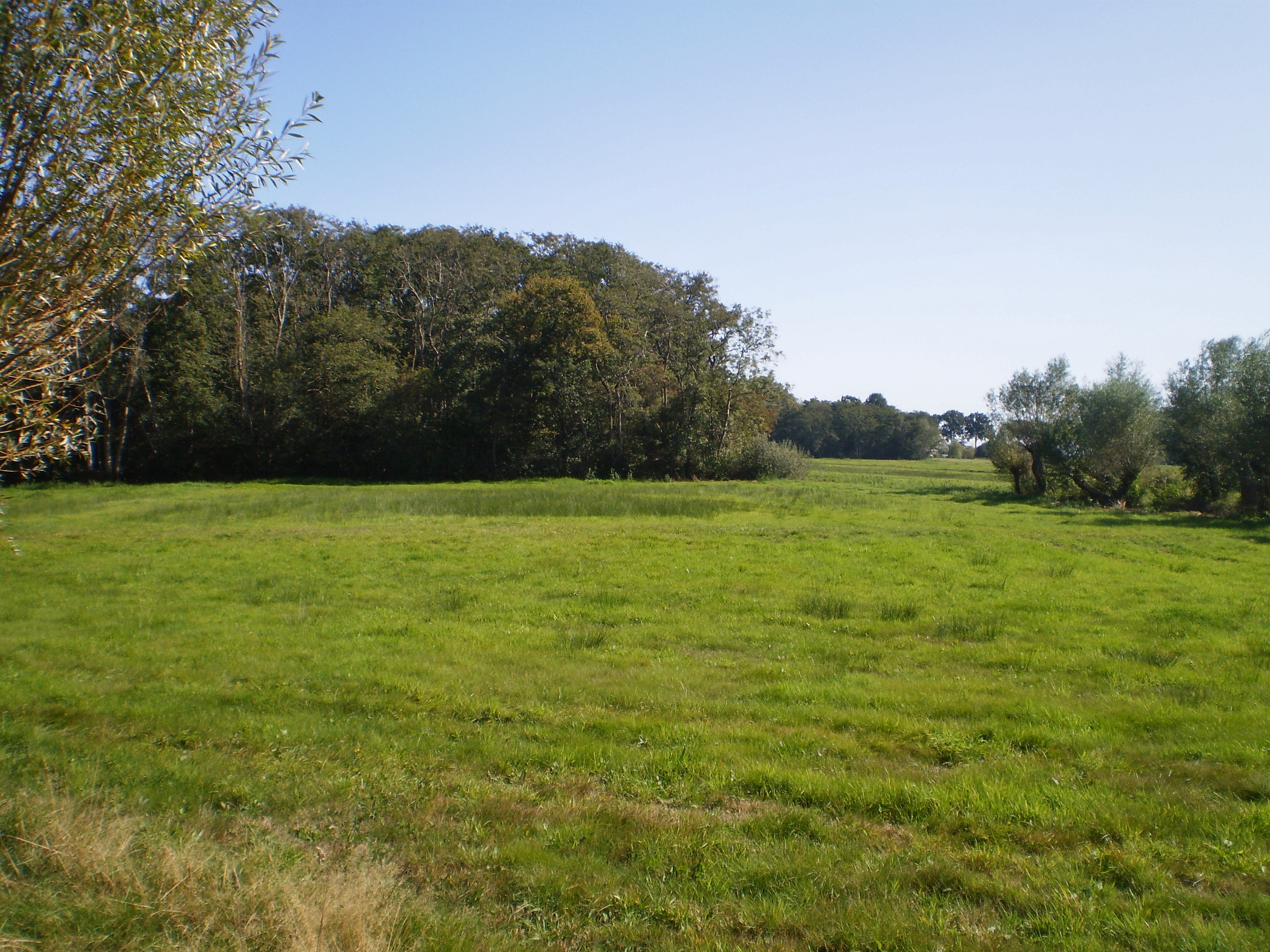
Veel essenbomen
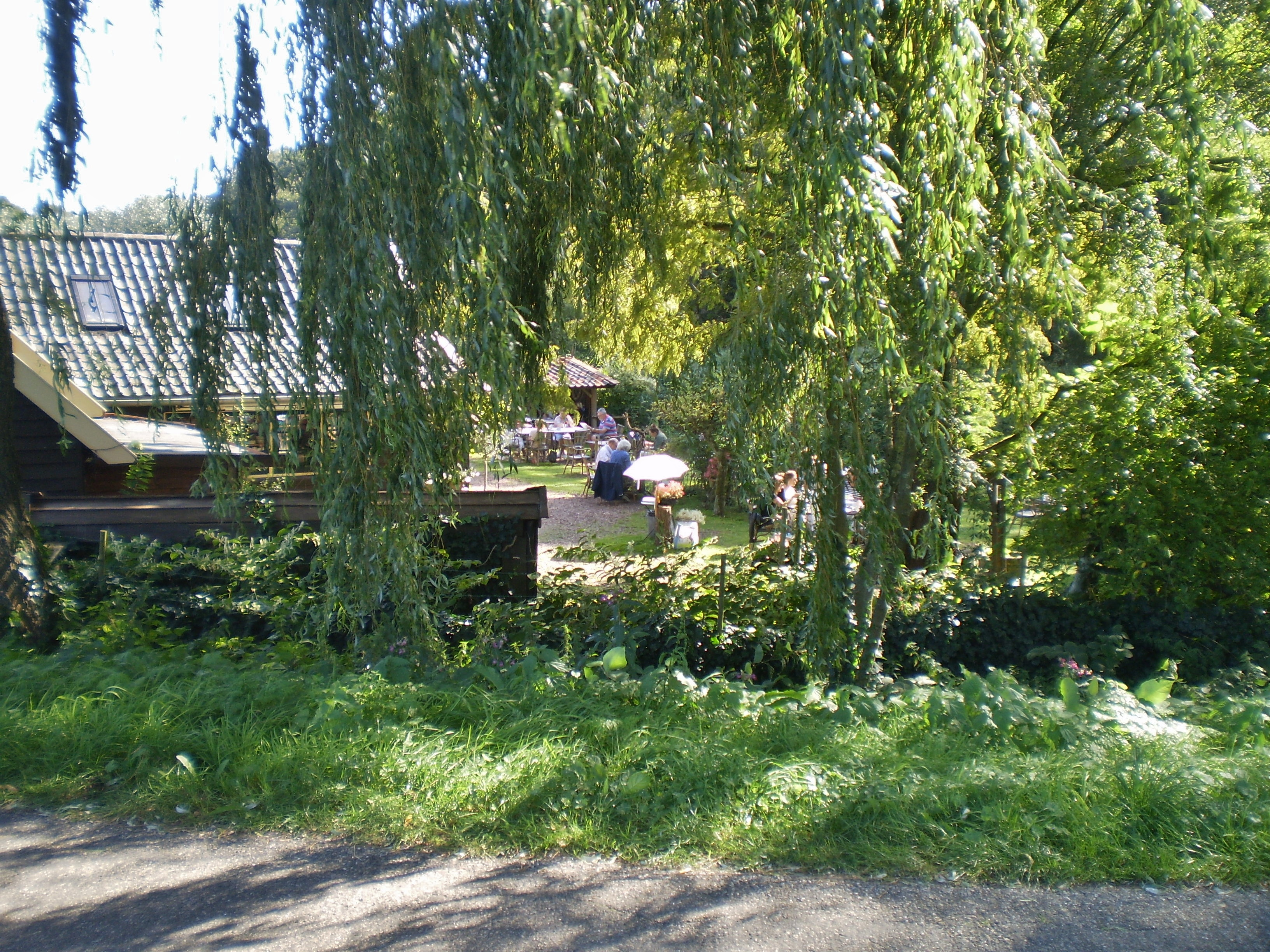
Theetuin